# Marian Zieliński
Marian Zieliński, född 24 december 1929 i Chełm, död 13 oktober 2005 i Warszawa, var en polsk tyngdlyftare.
Zieliński blev olympisk bronsmedaljör i 60-kilosklassen i tyngdlyftning vid sommarspelen 1956 i Melbourne.